# Stewart Crossing

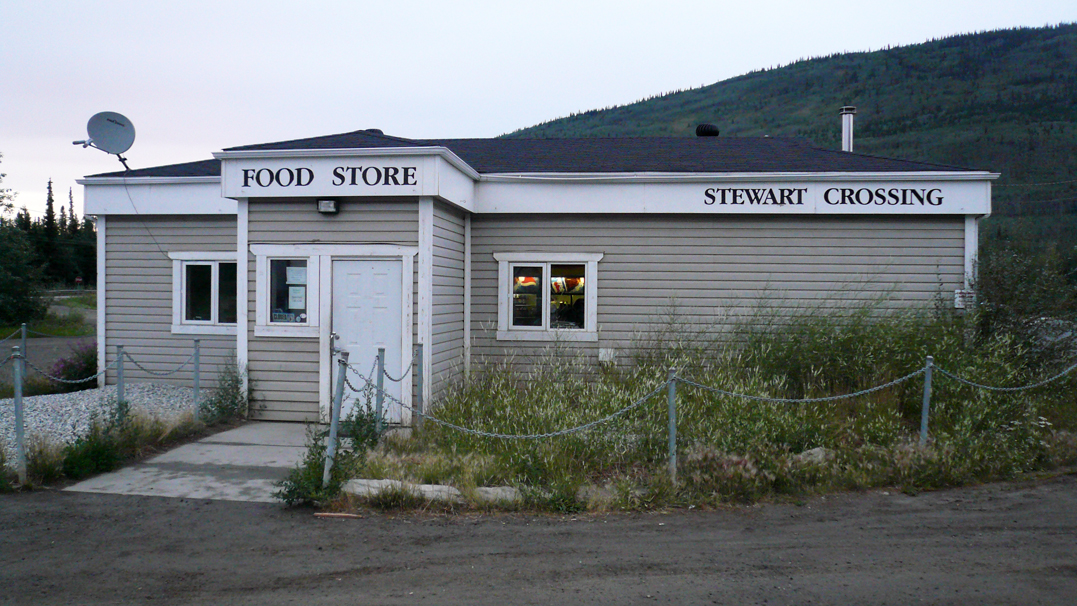
Point de ravitaillement à Stewart Crossing

Pour les articles homonymes, voir Stewart.
Stewart Crossing est une localité du Yukon au Canada, situé sur la Klondike Highway, à la jonction avec le Silver Trail. Sa population était de trente-cinq habitants en 2006. On y trouve un atelier d'entretien routier, et un hébergement. Le pont qui enjambe la rivière Stewart a remplacé le traversier au milieu des années 1950.